# Barbara O'Neill
Barbara O'Neill es una naturópata y conferencista sobre temas de saludaustraliana quien ha conseguido gran popularidad por sus mensajes sobre alimentación, descanso y confianza en Dios. En 2019, recibió una prohibición de por vida para proporcionar servicios de salud gratuitos o de pago por parte de la Comisión de Quejas de Atención Médica de Nueva Gales del Sur (HCCC). La prohibición se dio por motivo de no poseer un título, diploma o membresía en una organización de salud acreditada.Entre los consejos que se cuestionaban de sus conferencias, se encuentran aconsejar a los padres que alimentaran a sus bebés con leche de cabra o leche de almendras mezclada con dátiles o plátano en lugar de fórmula, y recomendar que los pacientes con cáncer favorecieran sobre la quimioterapia un cambio en la dieta y estilo de vida, así cómo cataplasmas de bicarbonato de sodio. 

## Consejos de salud
Aunque O'Neill ha promovido sus servicios como naturópata, nutricionista y educadora en temas de salud durante al menos 15 años, carece de credenciales relevantes para ello.
Dirigió el Retiro de salud de Misty Mountain cerca de Kempsey, NSW con su esposo, llevando a cabo tratamientos y retiros de salud. También proporcionó consultas telefónicas gratuitas.  Según el sitio web de O'Neill, brindaba servicios de desintoxicación que decía ayudaban en la recuperación de enfermedades cardíacas, diabetes, desequilibrio hormonal, fatiga crónica, cándida / hongos, drogadicción, cáncer, acidez estomacal y obesidad.
Tiene un gran número de seguidores en YouTube, con alrededor de 700,000 visitas hasta 2019.  Sus sedes de conferencias han incluido eventos de la Iglesia Adventista del Séptimo Día. Ha brindado anteriormente retiros de salud y programas de bienestar en Australia y las Islas Cook y planea continuar conduciéndolos en los Estados Unidos

### Cáncer
Según la investigación de HCCC, O'Neill afirmó falsamente que podía curar el cáncer e instó a pacientes a no usar quimioterapia.
O'Neill promovió la afirmación desacreditada de que el cáncer es un hongo. Instaba a sus clientes a tratar el cáncer con cataplasmas de bicarbonato de sodio  y afirmó, sin evidencia, que un médico había curado el 90% del cáncer de sus pacientes con inyecciones de bicarbonato de sodio.
También alentó a sus clientes a tratar el cáncer con una alimentación rica en probióticos y evitando el consumo de fruta y trigo durante seis semanas.

### Posturas contra la vacunación
O'Neill desalentó la inmunización, alegando que las vacunas son innecesarias. En uno de sus videos de YouTube, afirmó que "los niños pueden ser vacunados contra el tétanos de forma natural al beber mucha agua, acostarse temprano, no comer comida chatarra y correr por las colinas". Además afirmó, sin evidencia, que "las neurotoxinas en las vacunas han causado una epidemia de TDAH, autismo, epilepsia y muerte de cuna". O'Neill ha hecho campaña contra la iniciativa proinmunización australiana "No Jab No Pay".

### Antibióticos
En varios de sus videos de YouTube, O'Neill desalienta el uso de antibióticos, alegando, sin evidencia, que causan cáncer. Le ha dicho a mujeres embarazadas que no es necesario tomar antibióticos para el estreptococo B porque "ningún bebé ha muerto por contraer estreptococo B al nacer". Sin embargo, las estadísticas del "Royal Australian College of Obstetricians and Gynecologists" muestran que el 14% de los recién nacidos que contraen Strep B de forma temprana mueren, y que los antibióticos pueden reducir este riesgo dramáticamente.

### Asesoramiento dietario infantil
O'Neill ha recomendado que los padres que no pueden amamantar a sus bebés usen sustitutos además de la fórmula. Estos incluyen leche de cabra no pasteurizada  y una mezcla de leche de almendras y dátiles o plátanos. La coautora de las pautas australianas de alimentación infantil del Consejo Nacional de Investigación Médica y de Salud, la Profesora Jane Scott, ha declarado que este consejo "definitivamente no es seguro" y que "existe un peligro real para los bebés, ya que esto no sustentará un crecimiento y desarrollo saludable".
O'Neill también afirma que los padres no deben alimentar a sus hijos con alimentos sólidos o granos antes de que les salgan los molares.
Declaró de que estos consejos nutricionales se basan únicamente en su experiencia personal.

## Investigación de la HCCC
Entre octubre de 2018 y enero de 2019, la HCCC de Nueva Gales del Sur recibió una gran cantidad de quejas sobre los consejos de salud de O'Neill. Estos incluyeron una queja de que los consejos que brindó con respecto a la nutrición infantil podría causar la muerte del infante de ser seguidos. El HCCC abrió una investigación sobre O'Neill y se le impuso una orden de prohibición provisional mientras se realizaba la investigación.
La Comisión descubrió que algunas de sus recomendaciones se basaban en ideas expuestas por Tullio Simoncini, un ex oncólogo encarcelado tras una condena por fraude y homicidio involuntario tras la muerte de uno de sus pacientes. Parte de su orientación estaba basada en las opiniones de médicos que habían sido demandados por los pacientes por no proporcionar el tratamiento adecuado. Cuando la HCCC hizo notar estos hechos a O'Neill, ella declaró que todavía tenía la intención de usar sus lineamientos.
La HCCC también encontró que O'Neill no puede reconocer y brindar consejos de salud dentro de los límites de su capacitación y experiencia, y además no había mantenido registros de los consejos que brindó a sus clientes.  Si bien O'Neill afirmó haber recibido diplomas en naturopatía, nutrición y dietética de dos organizaciones ya desaparecidas, la HCCC descubrió que no tenía ningún título o diploma relacionado con la salud.
O'Neill afirmó que simplemente estaba proporcionando información a los clientes, en lugar de consejos.   Además, afirmó que el asesoramiento brindado se basaba en evidencia y que no había afirmado que pudiera curar el cáncer.
La HCCC finalmente encontró que las acciones de O'Neill habían violado cinco cláusulas del Código de conducta para profesionales de la salud no registrados. La HCCC concluyó además que "la Sra. O'Neill no reconoce que está encaminando en direcciones equivocadas a personas vulnerables, incluidas madres y enfermos de cáncer, al proporcionar información muy selectiva". Además, concluyó que "la información errónea tiene un enorme potencial para tener un efecto perjudicial en la salud de las personas, ya que la Sra. O'Neill desalienta el tratamiento convencional para el cáncer, los antibióticos y la vacunación". La HCCC determinó que O'Neill representa un riesgo para la salud y la seguridad del público.
El 24 de septiembre de 2019, la HCCC impuso una prohibición de por vida a O'Neill para proporcionar servicios de salud, independientemente de si aceptaba o no pago por hacerlo.  Un portavoz de la HCCC dijo que las actividades de O'Neill estaban siendo monitoreadas cuidadosamente y que la orden de prohibición es aplicable en los estados australianos de Nueva Gales del Sur, Victoria, Queensland y Australia del Sur. También afirmó: "En general, si el material es accesible en línea [en esas jurisdicciones], entonces se considera que está prestando un servicio de salud", y que "presentar educación sobre la salud en cualquier forma o brindar servicios de salud, sería una violación de su orden de prohibición". La violación de la prohibición podría ser castigada con una pena de prisión de hasta seis meses.
Después de la decisión, se circuló una petición pidiendo que la HCCC revocara su decisión. Hasta octubre de 2019, la petición había obtenido 36,000 firmas.

## Después de la investigación
Aunque se le ha prohibido proporcionar asesoramiento sobre salud en Australia, el sitio web de O'Neill afirma que "Barbara O'Neill, autora, educadora, naturópata y nutricionista (jubilada), está ... disponible para hablar en público a empresas, grupos comunitarios o iglesias fuera de Australia y seguramente complacerá a aquellos que buscan motivación para vivir una vida más larga, saludable y feliz".
El mes siguiente a la decisión de la HCCC, O'Neill tenía programado llevar a cabo un programa de bienestar en los Estados Unidos con un costo de $ 2,350 por persona.
A finales de 2019 el retiro de salud Misty Mountain perteneciente a O'Neill y su esposo comenzó a ser investigado por la comisión australiana para caridades y organizaciones sin fines de lucro (ACNC) por presuntas infracciones a la ley de caridad. Bajo su condición de organización benéfica de promoción de la salud, el retiro recibió subvenciones del gobierno y varias concesiones fiscales. Al defender su estatus, el retiro había afirmado que había brindado asesoramiento sobre dieta, ejercicio y salud a aborígenes australianos y personas con enfermedades crónicas y terminales.
A pesar de la prohibición de practicar o enseñar en temas relacionados con la salud en Australia O´Neill ha viajado a las Islas Cook para dar una serie de conferencias  que incluyen información peligrosa relacionada con oposición a las vacunas. Lo cual es alarmante en particular dados los brotes de sarampión en algunos países de las islas del pacífico.”La Secretaria de salud de las Islas Cook, la Dra. Josephine Aumea Herman, dijo que le preocupaba saber que O'Neill había estado organizando talleres de salud en Rarotonga, y habría remitido el asunto a su médico jefe, el Dr. Yin Yin May declarando: "Haremos un seguimiento de esto con ella [O’Neill], por lo que en el futuro no podrá practicar atención médica aquí sin el registro adecuado, lo que significa un certificado de práctica anual en su país de origen y otra documentación. Debemos asegurarnos de que la población de las Islas Cook se mantenga segura”.